# Sannerville

Sannerville este o comună în departamentul Calvados, Franța. În 1 ianuarie 2022 avea o populație de 1.884 de locuitori.